# Eleccions al Parlament Europeu de 1984 (Dinamarca)
Les eleccions al Parlament Europeu de 1984 a Dinamarca van ser les eleccions celebrades el 14 de juny per a escollir als 16 eurodiputats danesos per a la II legislatura del Parlament Europeu. Amb un total de 10 llistes de candidats, la participació electoral va ser del 52,38%, superior al de les eleccions de 1979, però inferior al total de les Comunitats Europees.
També van ser les darreres eleccions on l'illa de Groenlàndia participava de la convocatòria, ja que amb el Tractat de Groenlàndia de 1984, aquesta va renunciar a la Comunitat Econòmica Europea i el mandat groenlandès va passar a Dinamarca l'1 de gener de 1985. La resta de l'estat va constituir una única circumscripció electoral.

## Llistes electorals
A la circumscripció electoral de Dinamarca, es van presentar un total de 10 llistes de candidats i es van establir un total de tres aliances:
- Aliança 1 amb el Partit Popular Conservador i l'Esquerra.
- Aliança 2 amb el Partit Popular Socialista, el Moviment Popular Contra la CCE i Socialistes d'Esquerra.
- Aliança 3 amb els Demòcrates de Centre i el Partit Popular Cristià.

A més, es van presentar sense cap aliança els Socialdemòcrates, L'Esquerra Radical i el Partit del Progrés.
A la circumscripció electoral de Groenlàndia, es van tornar a presentar únicament dues llistes, la socialdemòcrata Siumut (que formava part de la Confederació dels Partits Socialistes de la Comunitat Europea) i la liberal-conservadora Atassut.

## Resultats a Dinamarca
El Partit Popular Conservador va ser el que més va créixer respecte a les eleccions de 1979 i va aconseguir 414.177 vots i 4 eurodiputats mentre que el Moviment Popular Contra la CEE es va mantenir amb 413.808 vots i també 4 escons. Els Socialdemòcrates van quedar tercers amb 387.098 vots i 3 eurodiputats, repetint també, mentre que l'Esquerra va perdre un representant. També van tornar a entrar el Partit Popular Socialista i els Demòcrates de Centre, mentre el Partit del Progrés va perdre la seva representació.
| Candidatura                    | Facció europea        | Sufragis  | Sufragis | Escons      | Escons      |
| Candidatura                    | Facció europea        | Vots      | %        | Dip.        | Dif.        |
| ------------------------------ | --------------------- | --------- | -------- | ----------- | ----------- |
| Partit Popular Conservador     |                       | 414.177   | 20,81%   | 4           | ▲ 2         |
| Moviment Popular Contra la CEE |                       | 413.808   | 20,79%   | 4           | Es manté    |
| Socialdemòcrates               | UPSCE                 | 387.098   | 19,45%   | 3           | Es manté    |
| Esquerra                       | LDE                   | 248.397   | 12,48%   | 2           | ▼ 1         |
| Partit Popular Socialista      |                       | 183.580   | 9,22%    | 1           | Es manté    |
| Demòcrates de Centre           | PPE                   | 131.984   | 6,63%    | 1           | Es manté    |
| Partit del Progrés             |                       | 68.747    | 3,45%    |             | ▼ 1         |
| L'Esquerra Radical             |                       | 62.560    | 3,14%    |             |             |
| Partit Popular Cristià         |                       | 54.624    | 2,74%    |             |             |
| Socialistes d'Esquerra         |                       | 25.305    | 1,27%    |             |             |
| Vots a candidatures            | Vots a candidatures   | 1.990.280 | 98,85%   | 15          | Es manté    |
| Vots en blanc                  | Vots en blanc         | 18.783    | 0,93%    | Folketinget | Folketinget |
| Vots nuls o no vàlids          | Vots nuls o no vàlids | 4.296     | 0,21%    | Folketinget | Folketinget |
| Vots emesos                    | Vots emesos           | 2.013.359 | 52,38%   | Folketinget | Folketinget |
| Cens total                     | Cens total            | 3.843.947 |          | Folketinget | Folketinget |

## Resultats a Groenlàndia
A Groenlàndia, tal com va passar a les eleccions de 1979, va guanyar el Siumut amb un 63,46% i va aconseguir l'única acta en joc per a l'illa.
| Candidatura           | Facció europea        | Sufragis | Sufragis | Escons      | Escons      |
| Candidatura           | Facció europea        | Vots     | %        | Dip.        | Dif.        |
| --------------------- | --------------------- | -------- | -------- | ----------- | ----------- |
| Siumut                | UPSCE                 | 7.364    | 63,46%   | 1           | Es manté    |
| Atassut               |                       | 4.241    | 36,54%   |             |             |
| Vots a candidatures   | Vots a candidatures   | 11.605   | 93,95%   | 1           | Es manté    |
| Vots en blanc         | Vots en blanc         | 228      | 1,85%    | Folketinget | Folketinget |
| Vots nuls o no vàlids | Vots nuls o no vàlids | 519      | 4,20%    | Folketinget | Folketinget |
| Vots emesos           | Vots emesos           | 12.352   | 35,64%   | Folketinget | Folketinget |
| Cens total            | Cens total            | 34.653   |          | Folketinget | Folketinget |